# Фольклоризм
Фольклоризм (від англ. folk-lore, досл. «народна мудрість») — використання елементів фольклору в мистецтві (театрі, публіцистиці, поезії і т. д.), а також осмислення, адаптація та зміна фольклору в інших контекстах ніж ті, в яких створювався той чи інший твір усної народної творчості.

Фольклоризм передбачає використання широкого кола інструментів для модифікації фольклорних творів, а також дає можливість для відображення традиційного фольклору в сучасній культурі.
Використання фольклоризмів зміцнює почуття національної культурної приналежності.